# Recorde de home runs da Major League Baseball em uma temporada
O detentor do recorde de home runs da Major League Baseball em temporada única mudou de mãos diversas vezes através dos anos.

## Recorde em temporada única
| Rebatedor      | Time                    | Idade | Ano  | HR | Reinado         | Arremessador                                       |
| -------------- | ----------------------- | ----- | ---- | -- | --------------- | -------------------------------------------------- |
| George Hall    | Philadelphia Athletics  | 27    | 1876 | 5  | 3 anos          | —                                                  |
| Charley Jones  | Boston Red Caps         | 29    | 1879 | 9  | 4 anos          | 6º HR em 31 de Julho sofrido por George Bradley    |
| Harry Stovey   | Philadelphia Athletics  | 27    | 1883 | 14 | 1 ano           | 10º HR em 1º de Agosto sofrido por Jack Neagle     |
| Ned Williamson | Chicago White Stockings | 27    | 1884 | 27 | 35 anos         | 15º HR em 9 de Julho sofrido por Ed Bagley         |
| Babe Ruth      | Boston Red Sox          | 24    | 1919 | 29 | 1 ano           | 28º HR em 24 de Setembro sofrido por Bob Shawkey   |
| Babe Ruth      | New York Yankees        | 25    | 1920 | 54 | 1 ano           | 30º HR em 19 de Julho sofrido por Dickie Kerr      |
| Babe Ruth      | New York Yankees        | 26    | 1921 | 59 | 6 anos          | 55º HR em 15 de Setembro sofrido por Bill Bayne    |
| Babe Ruth      | New York Yankees        | 32    | 1927 | 60 | 34 anos         | 60º HR em 30 de Setembro sofrido por Tom Zachary   |
| Roger Maris    | New York Yankees        | 27    | 1961 | 61 | 37 anos         | 61º HR em 1º de Outubro sofrido por Tracy Stallard |
| Mark McGwire   | St. Louis Cardinals     | 35    | 1998 | 70 | 3 anos          | 62º HR em 8 de Setembro sofrido por Steve Trachsel |
| Barry Bonds    | San Francisco Giants    | 36    | 2001 | 73 | 17 anos (atual) | 71º HR em 5 de Outubro sofrido por Chan Ho Park    |

## Progressão

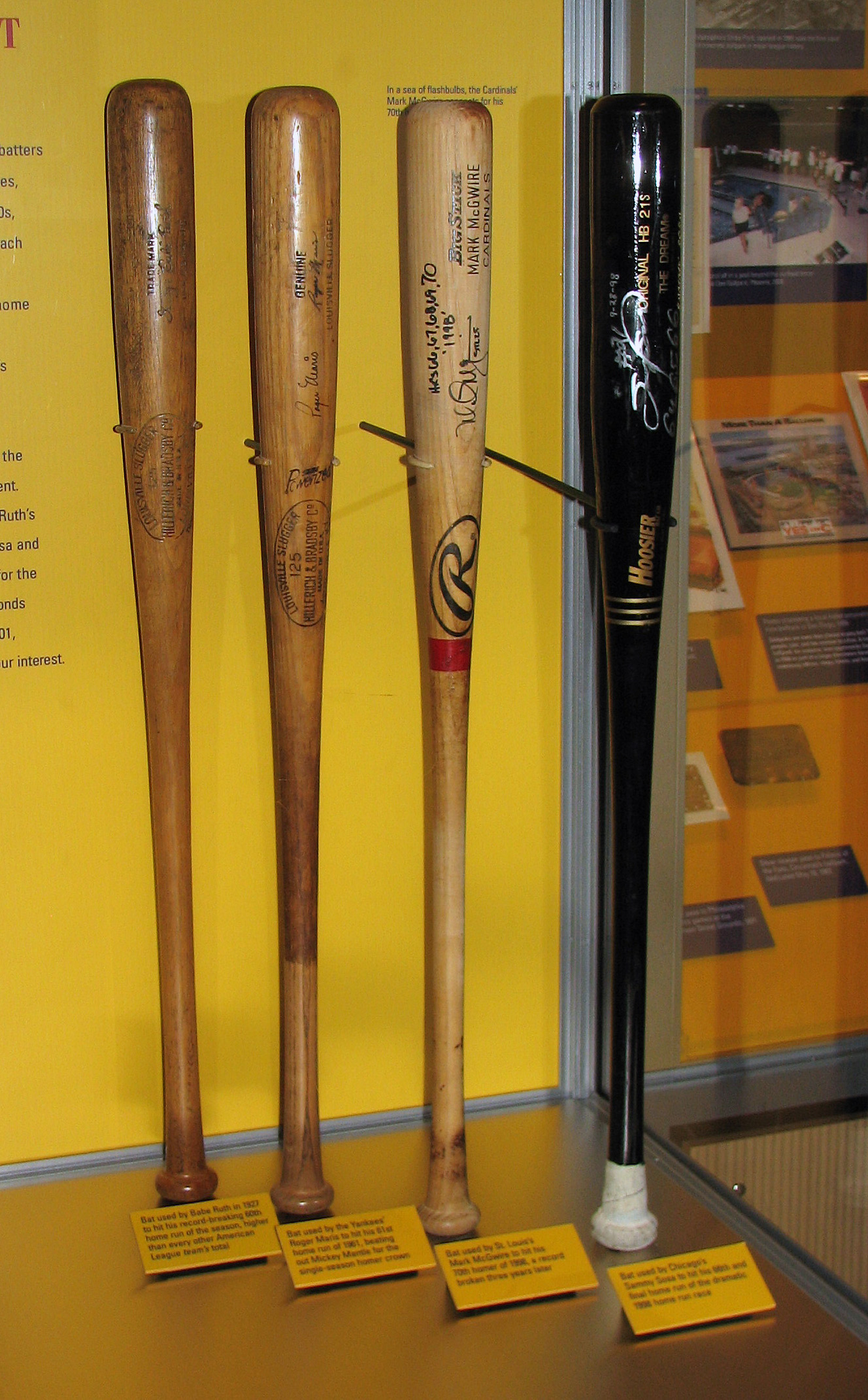
Quatro bastões que foram usados durante os recordes de home runs. Da esquerda para a direita: bastão usado por Babe Ruth para rebater seu 60º home run durante a temporada de 1927, bastão usado por Roger Maris para rebater seus 61º home run durante a temporada de 1961, bastão usado por Mark McGwire para rebater seu 70º home run durante a temporada de 1998 e bastão usado por Sammy Sosa para rebater seu 66º home run durante a mesma temporada.

5, por George Hall, Philadelphia Athletics (NL), 1876 (temporada de 70 jogos)
9, por Charley Jones, Boston Red Stockings (NL), 1879 (temporada de 84 jogos)
14, por Harry Stovey, Philadelphia Athletics (AA), 1883 (temporada de 98 jogos)
27, por Ned Williamson, Chicago White Stockings (NL), 1884 (temporada de 112 jogos)
Williamson se beneficiou de uma cerca bem baixa no estádio do Chicago Cubs, o Lakeshore Park. Durante os anos anteriores do estádio, as bolas que iam por cima da cerca naquele estádio eram consideradas  rebatidas duplas, mas em 1884 (seu ano final) foram creditadas como home runs. Williamson foi o líder mas diversos de seus companheiros de time no Chicago também alcançaram a marca de 20 home runs naquela temporada. Do total de Williamson, 25 foram rebatidos em casa e apenas 2 fora de casa. Percebendo o acaso envolvido, fãs do século 20 foram muito mais impressionados pelas marcas de Buck Freeman com 25 home runs em 1899 ou Gavvy Cravath com 24 em 1915.
29, por Babe Ruth, Boston Red Sox (AL), 1919 (temporada de 140 jogos)
Mesmo com essa quantidade relativamente pequena e ainda sendo arremessador em tempo parcial, Ruth sozinho bateu mais home runs do que 10 dos 15 outros grandes clubes da liga. O segundo colocado conseguiu 12 home runs, Gavvy Cravath do Philadelphia Phillies. Ruth rebateu ao menos um home run em cada estádio da liga, a primeira vez que alguém conseguiu tal distinção. Ruth era arremessador e foi a exceção final para o axíoma que arremessadores não conseguem rebater. Ruth tinha liderado a liga com 11 home runs em 1918, apesar de jogar em apenas 95 jogos, e ainda na  era da bola morta. Em  1919, após a  Guerra, os materiais do beisebol começaram a melhorar e a o jogo se tornou naturalmente "mais vivo".
54, por Babe Ruth, New York Yankees (AL), 1920 (temporada de 154 jogos)
Ruth rebateu apenas alguns home runs a mais fora de casa (26) do que no ano anterior (20), mas rebateu muito mais (29) no Polo Grounds em Nova Iorque (onde o Yankees jogavam na época) do que no Fenway Park (9) em Boston no ano anterior, quando tirou vantagem do muro bem próximo à direita do campo, embora também rebatesse bolas longas no Polo Grounds. Dos outros 15 clubes das grandes ligas, apenas o Philadelphia Phillies ultrapassou o total de Ruth, rebatendo 64 em seu estádio, o Baker Bowl. O segundo colocado, jogando pelo St. Louis Browns foi George Sisler com 19. A porcentagem de slugging de Ruth (bases totais / vezes no bastão) de 84,7% permaneceu pelos próximos 80 anos.
59, por Ruth, New York (AL), 1921 (temporada de 154 jogos)
A porcentagem de slugging de Ruth foi apenas 0,01 menor do que sua média no recorde do ano anterior.
60, por Ruth, New York (AL), 1927 (temporada de 154 jogos)
Ruth rebateu mais home runs em 1927 do que outros sete times da Liga Americana. Seu rival mais próximo, foi o companheiro de equipe Lou Gehrig, que rebateu 47 home runs naquele ano.
61, por Roger Maris, New York (AL), 1961 (temporada de 162 jogos)
Quem "empurrou" Maris naquele ano foi seu companheiro de time Mickey Mantle; prejudicado por uma lesão no final da temporada, Mantle terminou o ano com 54 home runs. Com a temporada sendo 8 jogos mais longa que a de anos anteriores – levando a sugestão que os mantenedores oficiais das estatísticas colocaram um "asterisco" próximo ao recorde, muitos observadores ridicularizam esta situação como um grande gafe dos relações públicas da Major League Baseball.
70, por Mark McGwire, St. Louis Cardinals (NL), 1998 (temporada de 162 jogos)
Após uma batalha épica entre McGwire e Ken Griffey Jr., e ambos conseguiram 50 home runs ou mais em 1997, muitos esperavam que os dois superassem Maris em 1998. Entretanto, o jogador que competiu pelo recorde com McGwire em 1998 foi Sammy Sosa do Chicago Cubs, que se impeliu na corrida com um recorde 20 home runs naquele mês de Junho. Ele terminaria a temporada com 66 home runs naquela temporada e, na verdade, ultrapassou  McGwire por aproximadamente 45 minutos após rebater seu 66º, até McGwire rebater seu próprio 66º e mais quatro nos três jogos finais daquela temporada. McGwire quebrou o antigo recorde em 144 jogos - menos até do que a antiga temporada de 154 jogos. Isto removeu a "duração da temporada" como fonte da controvérsia do "asterisco", mas a conexão de McGwire com uso de esteróides introduziu um novo convite ao uso de asteriscos neste e em outros recordes desta era. Em 11 de Janeiro de 2010 McGwire admitiu usar esteróides durante a temporada de 1998. Alegou usar esteróides para ajudar a curar uma enfermidade e negou que isto o ajudara a rebater.
73, por Barry Bonds, San Francisco Giants (NL), 2001 (temporada de 162 jogos)
Bonds foi inicialmente seguido de perto por Sammy Sosa do Chicago Cubs e Luis Gonzalez do Arizona Diamondbacks, mas Gonzalez terminou com 57, enquanto Sosa terminou mais próximo com 64 e se tornou o primeiro jogador a ultrapassar 60 home runs em três diferentes temporadas. McGwire não foi decisivo em sua temporada final, com lesões que o atormentaram durante a maior parte de sua carreira finalmente cobrando seu preço, embora ele tenha tido forças para se aproximar dos 50 home runs. A porcentagem de slugging de Bonds de 86,3% quebrou o recorde das grandes ligas conseguido por Babe Ruth em 1920. Como aconteceu com o recorde de McGwire, a conexão de Bonds com esteróides resultaram em seu feito ser questionado durante aquela era.

## Antigos recordistas
Número de home runs na temporada dividido pelo número de jogos do calendário (não partidas jogadas).
| Média | Nome           |
| ----- | -------------- |
| 45,1% | Barry Bonds    |
| 43%   | Mark McGwire   |
| 39%   | Babe Ruth (1)  |
| 38,3% | Babe Ruth (2)  |
| 37,7% | Roger Maris    |
| 35%   | Babe Ruth (3)  |
| 24%   | Ned Williamson |
| 20%   | Babe Ruth (4)  |
| 14%   | Harry Stovey   |
| 10%   | Charley Jones  |
| 7%    | George Hall    |

## Conquistas em jogo único ou temporada
Jogadores rebatendo dois home runs em uma entrada: realizado por quase 50 vezes na história da Major League. Nomar Garciaparra rebateu dois na terceira entrada e um na quarta entrada em 23 de Julho de 2002. Também notável foi Fernando Tatís, que rebateu dois grand slams em apenas uma entrada. Carlos Baerga foi o primeiro jogador a rebater um home run de ambos lados do home plate na mesma entrada. Feito conseguido em 8 de Abril de 1993. Mark Bellhorn repetiu o feito em 29 de Agosto de 2002.
Maior número de home runs em uma jornada dupla: Stan Musial rebateu 5 em 2 de Maio de 1954. Nas arquibancadas naquele dia estava Nate Colbert, que igualou a façanha em 1º de Agosto de 1972.
Bernie Williams e Jorge Posada se tornaram os primeiros companheiros de time a rebater, cada um, um home run em cada lado do home plate no mesmo jogo, contra o Toronto Blue Jays.
Tony Cloninger é o único arremessador a rebater 2 grand slams em um jogo.